# Manuel Earl
Manuel Earl (Lima, Perú, 28 de marzo de 1968 - Nueva Jersey, Estados Unidos, 5 de agosto del 2011) fue un futbolista peruano que se desempeñaba como defensa. Fue campeón de la Primera División del Perú en tres ocasiones, todas con Sporting Cristal.

## Trayectoria
Earl inició su carrera como futbolista a fines de los años 80, hizo su debut en Sporting Cristal en 1987.
Debido a la Tragedia aérea del Club Alianza Lima en 1987, el Sporting Cristal lo prestó al cuadro íntimo para reforzar el equipo de cara a la Copa Libertadores 1988 y al Descentralizado 1988. Se mantuvo una temporada más en Alianza Lima y luego tuvo un paso por Defensor Lima en 1990. 
En 1991 regresó a Sporting Cristal consiguiendo tres campeonatos nacionales: 1991, 1994 y 1995. Mantuvo un buen juego como defensa que para 1993 fue llamado la integrar el Seleccionado Peruano aunque solo llegó a jugar el amistoso con Rumania en el Estadio Nacional. 
Jugó por el Sport Boys en 1996, en 1997 se trasladó al Deportivo Municipal donde anotó su último gol en Primera División ante Atlético Torino. Finalmente tuvo un corto paso por Alianza Atlético de Sullana donde jugó hasta mediados de 1998.  
Luego de su retiro fue a vivir a Nueva Jersey, donde falleció en agosto de 2011.
Por la Selección Peruana, fue convocado a la Selección Sub-20 en 1987 que participó en Colombia.

## Clubes
| Club                | País | Año         |
| ------------------- | ---- | ----------- |
| Sporting Cristal    | Perú | 1987        |
| Alianza Lima        | Perú | 1988 - 1989 |
| Defensor Lima       | Perú | 1990        |
| Sporting Cristal    | Perú | 1991 - 1995 |
| Sport Boys          | Perú | 1996        |
| Deportivo Municipal | Perú | 1997        |
| Alianza Atlético    | Perú | 1998        |

## Palmarés

### Campeonatos nacionales
| Título                    | Club             | País | Año  |
| ------------------------- | ---------------- | ---- | ---- |
| Primera División del Perú | Sporting Cristal | Perú | 1991 |
| Primera División del Perú | Sporting Cristal | Perú | 1994 |
| Primera División del Perú | Sporting Cristal | Perú | 1995 |